# سوني إكسبيريا زد5
سوني إكسبيريا زد5 (بالإنجليزية: Sony Xperia Z5)‏ هو هاتف ذكي من سوني موبايل كوميونيكيشنز يعمل بنظام أندرويد تم الكشف عنه في معرض IFA 2015 في 2 سبتمبر 2015، وطُرح في الأسواق في 19 سبتمبر 2015.

## خصائص
- نظام التشغيل : أندرويد 5.1 .
- شبكه الاتصال : يدعم شبكات الجيل الرابع .
- يوجد فيه خاصيه بصمه الاصابع .
- جسم الهاتف من المعدن .[2]
- الكاميرا الخلفية: 23 ميجا بكسل.
- الكاميرا الأمامية: 5.1 ميجا بكسل.[2]